# Опорто Оупън
Опорто Оупън (на английски: Oporto Open) е професионален тенис турнир. 

## История
Опорто Оупън или Мая Оупън е тенис турнир за мъже от веригата Световни сериии на ATP Тур, който се провежда в Мая, Португалия. Играе се две години 1995 и 1996 на открити клей кортове. 

## Финали
| Година | Шампион            | Финалист     | Резултат            |
| ------ | ------------------ | ------------ | ------------------- |
| 1996   | Феликс Мантиля     | Ернан Гуми   | 6 – 7, 6 – 4, 6 – 3 |
| 1995   | Алберто Берасатеги | Карлос Коста | 3 – 6, 6 – 3, 6 – 4 |